# Simon Barjie
Simon Barjie (Milano, 6 settembre 1978) è un allenatore di calcio ed ex calciatore italiano naturalizzato gambiano, di ruolo difensore, preparatore atletico del Monza.

## Biografia
Nel 2004 partecipa alla serie televisiva Benedetti dal Signore, nell'episodio Il trovatello.

## Caratteristiche tecniche

### Giocatore
Era un terzino in grado di coprire l'intera fascia sinistra di gioco, come esterno in una difesa o in un centrocampo a 4.

## Carriera

### Giocatore

#### Club
Nato da madre italiana e padre gambiano, ha la doppia nazionalità, che gli consente di giocare nella nazionale gambiana e in Europa come comunitario. Ha svolto tutta la sua carriera professionistica in Lombardia, vestendo le maglie di Solbiatese, Como, Pro Sesto, Monza e Pro Patria, con cui sfiora la promozione in Serie B.
La stagione 2010-2011, vissuta con la maglia del Monza, sarà la sua ultima da giocatore professionista. Nell'autunno 2012 partecipa con la formazione de La Spiga, composta da dipendenti della Sampdoria e annoverante vecchie glorie blucerchiate come Chiesa, Pedone e Invernizzi, al campionato di calcio a 8 della UISP Genova.

#### Nazionale
Ha giocato 4 partite tra il 2003 e il 2007 con il Gambia.

### Allenatore
Al termine della stagione 2010-2011, scaduto il suo contratto col Monza, decide di lasciare il calcio giocato per intraprendere una nuova avventura professionale in linea con il proprio percorso di studi, essendosi nel frattempo laureato in scienze motorie presso l'Università Cattolica del Sacro Cuore di Milano.
Nell'ottobre 2012 inizia il tirocinio a MilanLab, centro di ricerca scientifica interdisciplinare di proprietà del Milan. Dalla stagione 2012-2013 è il preparatore atletico degli Allievi Nazionali "B" della Sampdoria, allenati da Enrico Chiesa. Dalla stagione successiva ricoprirà lo stesso ruolo al Como, affiancato dal professor Sguazzero.

## Statistiche

### Cronologia presenze e reti in nazionale
| Cronologia completa delle presenze e delle reti in nazionale ― Gambia | Cronologia completa delle presenze e delle reti in nazionale ― Gambia | Cronologia completa delle presenze e delle reti in nazionale ― Gambia | Cronologia completa delle presenze e delle reti in nazionale ― Gambia | Cronologia completa delle presenze e delle reti in nazionale ― Gambia | Cronologia completa delle presenze e delle reti in nazionale ― Gambia | Cronologia completa delle presenze e delle reti in nazionale ― Gambia | Cronologia completa delle presenze e delle reti in nazionale ― Gambia |
| Data                                                                  | Città                                                                 | In casa                                                               | Risultato                                                             | Ospiti                                                                | Competizione                                                          | Reti                                                                  | Note                                                                  |
| --------------------------------------------------------------------- | --------------------------------------------------------------------- | --------------------------------------------------------------------- | --------------------------------------------------------------------- | --------------------------------------------------------------------- | --------------------------------------------------------------------- | --------------------------------------------------------------------- | --------------------------------------------------------------------- |
| 12-10-2003                                                            | Bakau                                                                 | Gambia                                                                | 2 – 0                                                                 | Liberia                                                               | Qual. Mondiali 2006                                                   | -                                                                     |                                                                       |
| 3-9-2006                                                              | Bakau                                                                 | Gambia                                                                | 2 – 0                                                                 | Capo Verde                                                            | Qual. Coppa d'Africa 2008                                             | -                                                                     |                                                                       |
| 7-10-2006                                                             | Algeri                                                                | Algeria                                                               | 1 – 0                                                                 | Gambia                                                                | Qual. Coppa d'Africa 2008                                             | -                                                                     |                                                                       |
| 7-2-2007                                                              | Hesperange                                                            | Lussemburgo                                                           | 2 – 1                                                                 | Gambia                                                                | Amichevole                                                            | -                                                                     |                                                                       |
| Totale                                                                |                                                                       | Presenze                                                              | 4                                                                     |                                                                       | Reti                                                                  | 0                                                                     |                                                                       |